# Campeonato Europeu de Esportes Aquáticos de 2016
O Campeonato Europeu de Esportes Aquáticos de 2016 foi a 33ª edição do evento organizado pela Liga Europeia de Natação (LEN). A competição foi realizada entre os dias 9 e 22 de maio de 2016 no Centro Aquático de Londres, em Londres no Reino Unido. 

## Agenda
As datas da competição por disciplina são: 
- Natação: 16 – 22 de maio
- Nado sincronizado: 9 – 13 de maio
- Saltos ornamentais: 9 – 15 de maio

## Medalhistas

### Natação
Os resultados foram os seguintes. 
Masculino
| Evento                   | Ouro | Ouro       | Prata | Prata    | Bronze | Bronze   |
| 50 m Livre detalhes      | Florent Manaudou · França | 21.73      | Andriy Hovorov · Ucrânia                                                                                                 | 21.79    | Benjamin Proud · Reino Unido                                                                                              | 21.85    |
| 100 m Livre detalhes     | Luca Dotto · Itália | 48.25      | Sebastiaan Verschuren · Países Baixos                                                                                    | 48.32    | Clément Mignon · França                                                                                                   | 48.36    |
| 200 m Livre detalhes     | Sebastiaan Verschuren · Países Baixos                                                                                            | 1:46.02    | Velimir Stjepanović · Sérvia                                                                                             | 1:46.26  | James Guy · Reino Unido                                                                                                   | 1:46.42  |
| 400 m Livre detalhes     | Gabriele Detti · Itália | 3:44.01    | Henrik Christiansen · Noruega                                                                                            | 3:46.49  | Péter Bernek · Hungria | 3:46.81  |
| 800 m Livre detalhes     | Gregorio Paltrinieri · Itália | 7:42.33    | Gabriele Detti · Itália                                                                                                  | 7:43.52  | Mykhailo Romanchuk · Ucrânia                                                                                              | 7:47.99  |
| 1500 m Livre detalhes    | Gregorio Paltrinieri · Itália | 14:34.04 , | Gabriele Detti · Itália                                                                                                  | 14:48.75 | Mykhailo Romanchuk · Ucrânia                                                                                              | 14:50.33 |
| 50 m Costas detalhes     | Camille Lacourt · França | 24.77      | Richárd Bohus · Hungria                                                                                                  | 24.82    | Grigoriy Tarasevich · Rússia                                                                                              | 24.86    |
| 100 m Costas detalhes    | Camille Lacourt · França | 53.79      | Grigoriy Tarasevich · Rússia                                                                                             | 53.89    | Simone Sabbioni · ItáliaApostolos Christou · Grécia                                                                       | 54.19    |
| 200 m Costas detalhes    | Radosław Kawęcki · Polónia | 1:55.98    | Yakov Toumarkin · Israel                                                                                                 | 1:56.97  | Danas Rapšys · Lituânia                                                                                                   | 1:57.22  |
| 50 m Peito detalhes      | Adam Peaty · Reino Unido | 26.66      | Peter John Stevens · Eslovênia                                                                                           | 27.09    | Ross Murdoch · Reino Unido                                                                                                | 27.31    |
| 100 m Peito detalhes     | Adam Peaty · Reino Unido | 58.36      | Ross Murdoch · Reino Unido                                                                                               | 59.73    | Giedrius Titenis · Lituânia                                                                                               | 1:00.10  |
| 200 m Peito detalhes     | Ross Murdoch · Reino Unido | 2:08.33    | Marco Koch · Alemanha | 2:08.40  | Luca Pizzini · Itália | 2:10.39  |
| 50 m Borboleta detalhes  | Andriy Hovorov · Ucrânia | 22.92      | László Cseh · Hungria | 23.31    | Ben Proud · Reino Unido                                                                                                   | 23.34    |
| 100 m Borboleta detalhes | László Cseh · Hungria | 50.86      | Konrad Czerniak · Polónia                                                                                                | 51.22    | Mehdy Metella · França | 51.70    |
| 200 m Borboleta detalhes | László Cseh · Hungria | 1:52.91    | Viktor Bromer · Dinamarca                                                                                                | 1:55.35  | Tamás Kenderesi · Hungria                                                                                                 | 1:55.39  |
| 200 m Medley detalhes    | Andreas Vazaios · Grécia | 1:58.18    | Gal Nevo · Israel | 1:59.69  | Alexis Santos · Portugal                                                                                                  | 1:59.76  |
| 400 m Medley detalhes    | Dávid Verrasztó · Hungria | 4:13.15    | Richárd Nagy · Eslováquia                                                                                                | 4:14.16  | Federico Turrini · Itália                                                                                                 | 4:14.74  |
| 4x100 m Livre detalhes   | França · William Meynard (49.57) · Florent Manaudou (47.64) · Fabien Gilot (48.26) · Clément Mignon (48.01)                      | 3:13.48    | Itália · Luca Dotto (48.03) · Luca Leonardi (48.47) · Jonathan Boffa (49.21) · Filippo Magnini (48.58)                   | 3:14.29  | Bélgica · Glenn Surgeloose (48.75) · Jasper Aerents (49.31) · Dieter Dekoninck (48.87) · Pieter Timmers (47.37)           | 3:14.30  |
| 4x200 m Livre detalhes   | Países Baixos · Dion Dreesens (1:47.92) · Maarten Brzoskowski (1:46.55) · Kyle Stolk (1:47.88) · Sebastiaan Verschuren (1:45.47) | 7:07.82    | Bélgica · Louis Croenen (1:48.47) · Glenn Surgeloose (1:46.12) · Dieter Dekoninck (1:47.70) · Pieter Timmers (1:45.99)   | 7:08.28  | Itália · Andrea Mitchell D'Arrigo (1:47.57) · Filippo Magnini (1:47.82) · Luca Dotto (1:47.52) · Gabriele Detti (1:45.39) | 7:08.30  |
| 4x100 m Medley detalhes  | Reino Unido · Chris Walker-Hebborn (54.23) · Adam Peaty (58.08) · James Guy (51.69) · Duncan Scott (48.15)                       | 3:32.15    | França · Benjamin Stasiulis (54.73) · Giacomo Perez-Dortona (1:00.23) · Mehdy Metella (51.38) · Florent Manaudou (47.55) | 3:33.89  | Hungria · Gábor Balog (54.40) · Gábor Financsek (1:01.45) · László Cseh (50.33) · Richárd Bohus (47.94)                   | 3:34.12  |

Feminino
| Evento                   | Ouro | Ouro     | Prata | Prata    | Bronze | Bronze   |
| 50 m Livre detalhes      | Ranomi Kromowidjojo · Países Baixos                                                                                            | 24.07    | Francesca Halsall · Reino Unido                                                                                      | 24.44    | Jeanette Ottesen · Dinamarca                                                                                                | 24.61    |
| 100 m Livre detalhes     | Sarah Sjöström · Suécia | 52.82    | Ranomi Kromowidjojo · Países Baixos                                                                                  | 53.24    | Femke Heemskerk · Países Baixos                                                                                             | 53.72    |
| 200 m Livre detalhes     | Federica Pellegrini · Itália                                                                                                   | 1:55.93  | Femke Heemskerk · Países Baixos                                                                                      | 1:55.97  | Charlotte Bonnet · França                                                                                                   | 1:56.51  |
| 400 m Livre detalhes     | Boglárka Kapás · Hungria | 4:03.47  | Jazmin Carlin · Reino Unido                                                                                          | 4:04.85  | Mireia Belmonte · Espanha                                                                                                   | 4:06.89  |
| 800 m Livre detalhes     | Boglárka Kapás · Hungria | 8:21.40  | Jazmin Carlin · Reino Unido                                                                                          | 8:23.52  | Tjaša Oder · Eslovênia | 8:25.68  |
| 1500 m Livre detalhes    | Boglárka Kapás · Hungria | 15:50.22 | Mireia Belmonte · Espanha                                                                                            | 16:00.20 | María Vilas · Espanha | 16:01.25 |
| 50 m Costas detalhes     | Francesca Halsall · Reino Unido                                                                                                | 27.57    | Mie Nielsen · Dinamarca                                                                                              | 27.77    | Georgia Davies · Reino Unido                                                                                                | 27.87    |
| 100 m Costas detalhes    | Mie Nielsen · Dinamarca | 58.73    | Katinka Hosszú · Hungria                                                                                             | 58.94    | Kathleen Dawson · Reino Unido                                                                                               | 59.68    |
| 200 m Costas detalhes    | Katinka Hosszú · Hungria | 2:07.01  | Daryna Zevina · Ucrânia                                                                                              | 2:07.48  | Matea Samardžić · Croácia                                                                                                   | 2:09.24  |
| 50 m Peito detalhes      | Jennie Johansson · Suécia | 30.81    | Hrafnhildur Lúthersdóttir · Islândia                                                                                 | 30.91    | Jenna Laukkanen · Finlândia                                                                                                 | 30.95    |
| 100 m Peito detalhes     | Rūta Meilutytė · Lituânia | 1:06.17  | Hrafnhildur Lúthersdóttir · Islândia                                                                                 | 1:06.45  | Chloe Tutton · Reino Unido                                                                                                  | 1:07.50  |
| 200 m Peito detalhes     | Rikke Møller Pedersen · Dinamarca                                                                                              | 2:21.69  | Jessica Vall · Espanha                                                                                               | 2:22.56  | Hrafnhildur Lúthersdóttir · Islândia                                                                                        | 2:22.96  |
| 50 m Borboleta detalhes  | Sarah Sjöström · Suécia | 24.99    | Jeanette Ottesen · Dinamarca                                                                                         | 25.44    | Francesca Halsall · Reino Unido                                                                                             | 25.48    |
| 100 m Borboleta detalhes | Sarah Sjöström · Suécia | 55.89    | Jeanette Ottesen · Dinamarca                                                                                         | 56.83    | Ilaria Bianchi · Itália | 57.52    |
| 200 m Borboleta detalhes | Franziska Hentke · Alemanha | 2:07.23  | Liliána Szilágyi · Hungria                                                                                           | 2:07.24  | Judit Ignacio · Espanha | 2:07.52  |
| 200 m Medley detalhes    | Katinka Hosszú · Hungria | 2:07.30  | Siobhan-Marie O'Connor · Reino Unido                                                                                 | 2:09.03  | Hannah Miley · Reino Unido                                                                                                  | 2:11.84  |
| 400 m Medley detalhes    | Katinka Hosszú · Hungria | 4:30.90  | Hannah Miley · Reino Unido                                                                                           | 4:35.27  | Zsuzsanna Jakabos · Hungria                                                                                                 | 4:38.39  |
| 4x100 m Livre detalhes   | Países Baixos · Maud van der Meer (54.68) · Femke Heemskerk (52.80) · Marrit Steenbergen (53.82) · Ranomi Kromowidjojo (52.50) | 3:33.80  | Itália · Silvia Di Pietro (55.00) · Erika Ferraioli (54.18) · Aglaia Pezzato (55.04) · Federica Pellegrini (53.46)   | 3:37.68  | Suécia · Sarah Sjöström (53.48) · Ida Marko-Varga (54.90) · Ida Lindborg (54.45) · Louise Hansson (55.01)                   | 3:37.84  |
| 4x200 m Livre detalhes   | Hungria · Zsuzsanna Jakabos (1:58.60) · Evelyn Verrasztó (1:58.16) · Boglárka Kapás (1:58.22) · Katinka Hosszú (1:56.65)       | 7:51.63  | Espanha · Melani Costa (1:58.69) · Patricia Castro (1:58.21) · Fatima Gallardo (1:58.63) · Mireia Belmonte (1:57.85) | 7:53.38  | Países Baixos · Andrea Kneppers (2:00.19) · Esmee Vermeulen (1:58.53) · Robin Neumann (1:59.75) · Femke Heemskerk (1:55.16) | 7:53.63  |
| 4x100 m Medley detalhes  | Reino Unido · Kathleen Dawson (59.82) · Chloe Tutton (1:06.94) · Siobhan-Marie O'Connor (57.69) · Francesca Halsall (54.12)    | 3:58.57  | Itália · Carlotta Zofkova (1:01.07) · Martina Carraro (1:07.18) · Ilaria Bianchi (58.36) · Erika Ferraioli (54.12)   | 4:00.73  | Finlândia · Mimosa Jallow (1:00.42) · Jenna Laukkanen (1:06.42) · Emilia Pikkarainen (59.56) · Hanna-Maria Seppälä (55.09)  | 4:01.49  |

Equipe mista
| Evento                  | Ouro | Ouro    | Prata | Prata   | Bronze | Bronze  |
| 4x100 m Livre detalhes  | Países Baixos · Sebastiaan Verschuren (48.64) · Ben Schwietert (49.03) · Maud van der Meer (53.70) · Ranomi Kromowidjojo (52.27) | 3:23.64 | Itália · Filippo Magnini (49.35) · Luca Dotto (47.94) · Erika Ferraioli (54.35) · Federica Pellegrini (52.91)    | 3:24.55 | França · Clément Mignon (49.26) · Jérémy Stravius (48.29) · Charlotte Bonnet (53.44) · Anna Santamans (54.50)    | 3:25.49 |
| 4x100 m Medley detalhes | Reino Unido · Chris Walker-Hebborn (54.36) · Adam Peaty (58.84) · Siobhan-Marie O'Connor (57.69) · Francesca Halsall (53.67)     | 3:44.56 | Itália · Simone Sabbioni (54.01) · Martina Carraro (1:07.48) · Piero Codia (51.05) · Federica Pellegrini (53.20) | 3:45.74 | Hungria · Gábor Balog (54.51) · Gábor Financsek (1:01.19) · Evelyn Verrasztó (59.37) · Zsuzsanna Jakabos (54.43) | 3:49.50 |

### Nado sincronizado
Os resultados foram os seguintes. 
Feminino
| Evento                         | Ouro | Ouro    | Prata | Prata   | Bronze | Bronze  |
| Rotina Livre detalhes          | Natalia Ishchenko · Rússia | 96.4000 | Anna Voloshyna · Ucrânia | 93.4000 | Linda Cerruti · Itália | 89.4333 |
| Rotina Técnica detalhes        | Svetlana Romashina · Rússia | 93.8865 | Anna Voloshyna · Ucrânia | 90.7289 | Linda Cerruti · Itália | 87.1493 |
| Dueto Livre detalhes           | Rússia · Natalia Ishchenko · Svetlana Romashina | 96.9000 | Ucrânia · Lolita Ananasova · Anna Voloshyna | 93.3333 | Itália · Linda Cerruti · Costanza Ferro | 91.2667 |
| Dueto Técnica detalhes         | Rússia · Natalia Ishchenko · Svetlana Romashina | 95.1900 | Ucrânia · Lolita Ananasova · Anna Voloshyna | 91.7249 | Itália · Linda Cerruti · Costanza Ferro | 88.3564 |
| Equipe Livre detalhes          | Ucrânia · Lolita Ananasova · Olena Grechykhina · Daria Iushko · Oleksandra Sabada · Kateryna Sadurska · Anastasiya Savchuk · Kseniya Sydorenko · Anna Voloshyna · Oleksandra Kashuba (reserva) · Olha Kondrashova (reserva) · Kateryna Reznik (reserva) · Olha Zolotarova (reserva) | 94.0000 | Itália · Elisa Bozzo · Beatrice Callegari · Camilla Cattaneo · Linda Cerruti · Francesca Deidda · Costanza Ferro · Manila Flamini · Mariangela Perrupato · Sara Sgarzi · Costanza Di Camillo (reserva) · Gemma Galli (reserva)                                   | 91.2333 | Espanha · Alba María Cabello · Clara Camacho · Helena Jauma · Cecilia Jiménez · Carmen Juárez · Meritxell Mas · Paula Ramírez · Cristina Salvador · Berta Ferreras (reserva)                                         | 88.6667 |
| Equipe Técnica detalhes        | Rússia · Vlada Chigireva · Marina Goliadkina · Svetlana Kolesnichenko · Alexandra Patskevich · Elena Prokofyeva · Alla Shishkina · Maria Shurochkina · Gelena Topilina · Liliia Nizamova (reserva) · Darina Valitova (reserva)                                                      | 94.0994 | Ucrânia · Lolita Ananasova · Olena Grechykhina · Daria Iushko · Oleksandra Sabada · Kateryna Sadurska · Anastasiya Savchuk · Kseniya Sydorenko · Anna Voloshyna · Olha Kondrashova (reserva) · Olha Zolotarova (reserva)                                         | 92.0844 | Itália · Elisa Bozzo · Beatrice Callegari · Camilla Cattaneo · Francesca Deidda · Costanza Ferro · Manila Flamini · Mariangela Perrupato · Sara Sgarzi · Linda Cerruti (reserva) · Gemma Galli (reserva)             | 88.9053 |
| Combinação de Rotinas detalhes | Rússia · Vlada Chigireva · Marina Goliadkina · Svetlana Kolesnichenko · Liliia Nizamova · Alexandra Patskevich · Elena Prokofyeva · Alla Shishkina · Maria Shurochkina · Darina Valitova · Gelena Topilina · Mikhaela Kalancha (reserva)                                            | 96.5000 | Ucrânia · Lolita Ananasova · Olena Grechykhina · Daria Iushko · Ekaterina Reznik · Oleksandra Sabada · Kateryna Sadurska · Anastasiya Savchuk · Kseniya Sydorenko · Anna Voloshyna · Olha Zolotarova · Oleksandra Kashuba (reserva) · Olha Kondrashova (reserva) | 93.4333 | Itália · Elisa Bozzo · Beatrice Callegari · Camilla Cattaneo · Linda Cerruti · Francesca Deidda · Costanza Ferro · Manila Flamini · Gemma Galli · Mariangela Perrupato · Sara Sgarzi · Costanza Di Camillo (reserva) | 90.9333 |

Misto
| Evento                 | Ouro                                           | Ouro    | Prata                                            | Prata   | Bronze                               | Bronze  |
| Dueto Livre detalhes   | Rússia · Aleksandr Maltsev · Mikhaela Kalancha | 89.0902 | Itália · Giorgio Minisini · Manila Flamini       | 86.1772 | Espanha · Pau Ribes · Berta Ferreras | 82.0645 |
| Dueto Técnico detalhes | Rússia · Aleksandr Maltsev · Mikhaela Kalancha | 90.4667 | Itália · Giorgio Minisini · Mariangela Perrupato | 87.4667 | Espanha · Pau Ribes · Berta Ferreras | 86.5667 |

### Saltos Ornamentais
Os resultados foram os seguintes. 
Masculino
| Evento                                | Ouro                                       | Ouro   | Prata                                       | Prata  | Bronze                                           | Bronze |
| Trampolim 1 m individual detalhes     | Illya Kvasha · Ucrânia                     | 439.70 | Giovanni Tocci · Itália                     | 414.30 | Constantin Blaha · Áustria                       | 402.55 |
| Trampolim 3 m individual detalhes     | Evgeny Kuznetsov · Rússia                  | 497.90 | Jack Laugher · Reino Unido                  | 473.60 | Illya Kvasha · Ucrânia                           | 463.85 |
| Plataforma 10 m individual detalhes   | Tom Daley · Reino Unido                    | 570.50 | Viktor Minibaev · Rússia                    | 524.60 | Nikita Shleikher · Rússia                        | 480.90 |
| Trampolim 3 m sincronizado detalhes   | Reino Unido · Jack Laugher · Chris Mears   | 456.81 | Rússia · Ilya Zakharov · Evgeny Kuznetsov   | 445.23 | Ucrânia · Illya Kvasha · Oleksandr Horshkovozov  | 439.86 |
| Plataforma 10 m sincronizado detalhes | Alemanha · Sascha Klein · Patrick Hausding | 445.26 | Reino Unido · Tom Daley · Daniel Goodfellow | 444.30 | Ucrânia · Oleksandr Horshkovozov · Maksym Dolhov | 429.75 |

Feminino
| Evento                                | Ouro                                        | Ouro   | Prata                                           | Prata  | Bronze                                       | Bronze |
| Trampolim 1 m individual detalhes     | Tania Cagnotto · Itália                     | 284.15 | Elena Bertocchi · Itália                        | 281.30 | Nadezhda Bazhina · Rússia                    | 280.75 |
| Trampolim 3 m individual detalhes     | Tania Cagnotto · Itália                     | 360.60 | Uschi Freitag · Países Baixos                   | 330.60 | Grace Reid · Reino Unido                     | 328.55 |
| Plataforma 10 m individual detalhes   | Yulia Prokopchuk · Ucrânia                  | 385.90 | Tonia Couch · Reino Unido                       | 352.70 | Georgia Ward · Reino Unido                   | 325.05 |
| Trampolim 3 m sincronizado detalhes   | Itália · Tania Cagnotto · Francesca Dallapé | 327.81 | Reino Unido · Alicia Blagg · Rebecca Gallantree | 319.32 | Rússia · Nadezhda Bazhina · Kristina Ilinykh | 304.20 |
| Plataforma 10 m sincronizado detalhes | Alemanha · Maria Kurjo · My Phan            | 279.75 | Ucrânia · Hanna Krasnoshlyk · Vlada Tatsenko    | 278.01 | Hungria · Villő Kormos · Zsófia Reisinger    | 274.74 |

Equipe
| Evento                                | Ouro                                        | Ouro   | Prata                                               | Prata  | Bronze                                        | Bronze |
| Trampolim 3 m sincronizado detalhes   | Reino Unido · Grace Reid · Tom Daley        | 321.06 | Itália · Tania Cagnotto · Maicol Verzotto           | 308.70 | Rússia · Nadezhda Bazhina · Nikita Shleikher  | 305.28 |
| Plataforma 10 m sincronizado detalhes | Ucrânia · Yulia Prokopchuk · Maksym Dolgov  | 323.70 | Reino Unido · Georgia Ward · Matty Lee              | 318.24 | Rússia · Yulia Timoshinina · Nikita Shleikher | 307.68 |
| Equipe detalhes                       | Rússia · Nadezhda Bazhina · Viktor Minibaev | 413.30 | Ucrânia · Yulia Prokopchuk · Oleksandr Horshkovozov | 396.40 | Reino Unido · Georgia Ward · Matty Lee        | 353.85 |

## Quadro de medalhas
| Ordem | País          | Medalha de ouro | Medalha de prata | Medalha de bronze | Total |
| ----- | ------------- | --------------- | ---------------- | ----------------- | ----- |
| 1     | Reino Unido   | 10              | 11               | 12                | 33    |
| 2     | Hungria       | 10              | 4                | 6                 | 20    |
| 3     | Rússia        | 10              | 3                | 6                 | 19    |
| 4     | Itália        | 8               | 13               | 11                | 32    |
| 5     | Ucrânia       | 5               | 10               | 5                 | 20    |
| 6     | Países Baixos | 5               | 4                | 2                 | 11    |
| 7     | França        | 4               | 1                | 4                 | 9     |
| 8     | Suécia        | 4               | 0                | 1                 | 5     |
| 9     | Alemanha      | 3               | 1                | 0                 | 4     |
| 10    | Dinamarca     | 2               | 4                | 1                 | 7     |
| 11    | Polónia       | 1               | 1                | 0                 | 2     |
| 12    | Lituânia      | 1               | 0                | 2                 | 3     |
| 13    | Grécia        | 1               | 0                | 1                 | 2     |
| 14    | Espanha       | 0               | 3                | 6                 | 9     |
| 15    | Islândia      | 0               | 2                | 1                 | 3     |
| 16    | Israel        | 0               | 2                | 0                 | 2     |
| 17    | Bélgica       | 0               | 1                | 1                 | 2     |
| 17    | Eslovênia     | 0               | 1                | 1                 | 2     |
| 19    | Noruega       | 0               | 1                | 0                 | 1     |
| 19    | Sérvia        | 0               | 1                | 0                 | 1     |
| 19    | Eslováquia    | 0               | 1                | 0                 | 1     |
| 22    | Finlândia     | 0               | 0                | 2                 | 2     |
| 23    | Áustria       | 0               | 0                | 1                 | 1     |
| 23    | Croácia       | 0               | 0                | 1                 | 1     |
| 23    | Portugal      | 0               | 0                | 1                 | 1     |
| Total | Total         | 64              | 64               | 65                | 193   |

Legenda
| Recorde mundial       | Recorde mundial (World record)               |                       | Recorde africano                      | Recorde africano (African) |                                           | Q | Classificado por posição (Qualified) |
| Recorde do campeonato | Recorde do campeonato (Championship record)  | Recorde da América    | Recorde da América (Americas)         | q                          | Classificado por melhor tempo (Qualified) |   |                                      |
| Melhor marca do ano   | Melhor marca do ano (World leading)          | Recorde asiático      | Recorde asiático (Asian)              | DNS                        | Não largou (Did not start)                |   |                                      |
| Recorde nacional      | Recorde nacional (National record)           | Recorde europeu       | Recorde europeu (European)            | DNF                        | Não terminou (Did not finish)             |   |                                      |
| Recorde pessoal       | Recorde pessoal do atleta (Personal best)    | Recorde da Oceania    | Recorde da Oceania (Oceania)          | DSQ / DQ                   | Desclassificado (Disqualified)            |   |                                      |
| Recorde da temporada  | Recorde da temporada do atleta (Season best) | Recorde sul-americano | Recorde sul-americano (South America) | NM                         | Sem marca (No mark)                       |   |                                      |